# Ali ben Umar

`Alî ben `Umar ben Idriss (berbère : ⵄⵍⵉ ⵓ ⵄⵓⵎⴰⵕ ⵓ ⴷⵔⵉⵙ ; arabe : علي بن عمر بن إدريس) né à une date incertaine et mort en 883 est un émir idrisside qui règne de 874 à 883. 

## Biographie
Ali ben Umar succéde en 874 comme sultan idrisside sous le nom de Ali II à son cousin Yahyâ ben Yahyâ, mort à la suite d'une émeute suscitée par sa vie dissolue.

## Filiation et succession
Il est le petit-fils de Muhammad ben Idrîs et fils de Omar ben Mahamad qui s'était vu confier l'admistration du Rif par son frère, l'émir Ali ben Muhammad.
Son cousin Yahya ben al-Qasim lui succède en 883. À la mort de celui-ci, c'est à un fils d'Ali ben Umar que revient le pouvoir : Yahya ben Idris ben Umar ou Yahya IV.

## Source
- Charles-André Julien, Histoire de l'Afrique du Nord, des origines à 1830, édition originale 1931, réédition Ptayot, Paris, 1994